# Ramberg (Bergen)
Ramberg ist ein Gemeindeteil der Gemeinde Bergen im oberbayerischen Landkreis Traunstein. Das Dorf liegt circa einen Kilometer nördlich von Bergen.

## Bevölkerungsentwicklung
| Jahr      | 1871 | 1925 | 1950 | 1970 | 1987 |
| Einwohner | 63   | 42   | 84   | 71   | 92   |

## Baudenkmäler
Siehe: Liste der Baudenkmäler in Ramberg